# PGA Tour 2020
 (décembre 2020).
Navigation
Édition précédente Édition suivante
Le PGA Tour 2020 correspond à l'édition 2020 du PGA Tour, ou circuit de golf de la PGA, se jouant principalement aux États-Unis. La saison débute le 12 septembre 2019.

## Changements par rapport à la saison précédente

### Événements
Plusieurs Événements changent de date : L'Open de Houston a été retardé de six mois, d'avril à octobre. Le Greenbrier Classic (en) est retardé de deux mois, de juillet à septembre. En raison des changements d'horaire, aucun des deux tournois n'avait été programmé pour la saison 2018-2019. Le 3M Open (en) est retardé de trois semaines, de début juillet à fin juillet. Le championnat Sanderson Farms (en) a été avancé de cinq semaines, de la fin octobre à la mi-septembre. Le Shriners Hospitals for Children Open est retardé de quatre semaines, de début novembre à début octobre. Le tournoi de la Rocket Mortgage Classic (en) est avancé de quatre semaines, de la fin juin à la fin mai. Et le tandem du championnat WGC-FedEx St. Jude sur invitation et Barracuda est retardé de trois semaines, de fin juillet à début juillet, pour accueillir les Jeux olympiques d'été de 2020 . 
Deux nouveaux évènements alternatifs ont été créés : le championnat Zozo au Japon et le championnat des Bermudes. 
Certains tournois changent de statut : le championnat Sanderson Farms, anciennement événement alternatif est devenu un événement à points complet de la FedEx Cup. Le Genesis Open obtient le statut d’invitation et est renommé Genesis Invitational ; Tiger Woods est devenu l'hôte du tournoi.
Le CIMB Classic, basé en Malaisie, ne fait plus partie du circuit du PGA Tour. 